# SAGEM Sperwer
El SAGEM Sperwer (pronunciado Spehr-wuhr, gavilán en holandés) es un vehículo aéreo no tripulado fabricado por la firma francesa SAGEM. El avión se pilota de forma remota y puede volar a altitudes de más de 16.000 pies durante hasta cinco horas. Puede enviar imágenes de objetivos a una distancia de hasta 150 kilómetros de su estación de control terrestre.

## Historial operativo
El Sperwer estuvo en servicio con el ejército francés (61e régiment d'artillerie) hasta 2020, la Real Fuerza Aérea de los Países Bajos, la Fuerza Aérea Sueca, la Guardia Nacional de los Estados Unidos, y el Ejército Griego están en proceso de retirarlos de uso de primera línea o ya han sido retirados.
Las Fuerzas Armadas Canadienses operaron el Sperwer en Afganistán entre 2003 y su última misión el 18 de abril de 2009, cuando fue reemplazado por el IAI Heron construido por Israel.
El Ejército Real de Dinamarca también compró Sperwer, pero una serie de problemas obligaron al Ministerio de Defensa a cancelar el programa y vender el resto a Canadá. Además, el ejército danés ya no opera ningún avión y la Real Fuerza Aérea Danesa no tiene planes de construir vehículos aéreos no tripulados. El propio Canadá retiró los Sperwers del uso en primera línea en 2009, mientras que los Países Bajos planeaban retirar gradualmente sus drones Sperwer del uso en primera línea en marzo de 2009 en favor de vehículos aéreos no tripulados alquilados a Aeronautics Defense Systems Ltd de Israel.